# Dos Vidas (sèrie de televisió)
Dos vidas és una sèrie de televisió diària espanyola original de Televisió Espanyola, creada per Josep Cister Rubio i protagonitzada per Laura Ledesma i Amparo Piñero. Produïda en col·laboració amb Bambú Producciones, la sèrie va ser anunciada com a sustituta de la sèrie diària Mercado Central per a estrenar-se a principis de 2021, ocupant la franja vespertina de la seva antecessora, la sobretaula de La 1 de RTVE, sent emitida de dilluns a divendres abans de la ficció policíaca Servir y Proteger.
La història tracta de Julia (Laura Ledesma) i Carmen (Amparo Piñero), neta i àvia, dues vides unides de mesura insospitada en dues èpoques i llocs diferents.

## Sinopsi
Julia és una dona que, en l'actualitat, viu una vida que la seva mare i el seu futur marit han planificat per a ella. Quan està a punt de casar-se, descobreix un gran secret familiar que la canviarà per a sempre. Al costat d'un atac de nervis decideix separar-se d'ells. Julia troba refugi a un apartat poble de la Serra de Guadarrama (Robledillo de la Sierra) en el qual tindrà una difícil missió: fer-se amb les rendes del seu propi destí.
Carmen és una jove que abandona les comoditats de la metròpoli per a reunir-se amb el seu pare a la exòtica província de Guinea Espanyola a mig del segle passat. Carmen descobreix que Àfrica guarda una cara molt més dura i salvatge de la que mai imaginà, i la seva vida queda removida des dels ciments. S'enfrentarà a una difícil disjuntiva: acatar les injustes regles establertes o seguir al seu propi cor.
Però aquestes dues vides també són una i estàn unides per un víncol tan fort com al de la sang: Carmen i Julia són àvia i neta. Separades per más d'un mig segle i a dos continents, Carmen i Julia tenen molt més en comú que els seus llaços familiars. Les dues són dones que lluiten per cumplir els seus somnis, que no es conformen amb les normes imposades pels altres i que trobaran l'amor on menys ho esperen.

## Ambientació
La sèrie està ambientada a la Guinea Espanyola dels anys 50, concretament a Río Muni, i, al seu cop, al Madrid actual en un poble dels afores, dit Robledillo de la Sierra.

## Repartiment[calcitació]

### Actuals principals i secundaris
| Actor/Actriu         | Personatge                                    | Temporada  |
| Actor/Actriu         | Personatge                                    | 1          |
| -------------------- | --------------------------------------------- | ---------- |
| Amparo Piñero        | Carmen Villanueva/ Carmen Cruz                | Principal  |
| Laura Ledesma        | Julia María Infante Lou/ Julia María Cruz Lou | Principal  |
| Cristina de Inza     | Diana Lou Acosta                              | Principal  |
| Sebastián Haro       | Francisco Villanueva                          | Principal  |
| Silvia Acosta        | Patricia Godoy                                | Principal  |
| Oliver Ruano         | Tirso Noguera                                 | Principal  |
| Aída de la Cruz      | Elena Prieto                                  | Principal  |
| Iván Mendes          | Kiros                                         | Principal  |
| Miguel Brocca        | Sergio Cuevas Guzmán                          | Principal  |
| Jon López            | Víctor Vélez de Guevara                       | Principal  |
| Bárbara Oteiza       | Inés                                          | Principal  |
| Iván Lapadula        | Ángel Godoy                                   | Principal  |
| Chema Adeva          | Mario Sasi Alonso                             | Principal  |
| Esperanza Guardado   | Linda                                         | Principal  |
| Iago García          | Ventura Vélez de Guevara                      | Principal  |
| Mario García         | Samuel Ribero                                 | Principal  |
| Elena Gallardo       | Alicia                                        | Principal  |
| Gloria Camila Ortega | Cloe                                          | Principal  |
| Edith Martínez Val   | Enoa                                          | Principal  |
| Kenai White          | María Naranjo Prieto                          | Principal  |
| Boré Buika           | Mabale                                        | Principal  |
| Jorge Alcocer        | Lolo                                          | Secundari  |
| Martín Paez          | "Cabra"                                       | Secundari  |
| Beticia Bismark      | Sibebi                                        | Secundària |
| Lalo Tenorio         | Amigo de Lolo                                 | Secundari  |

### Antics principals i secundaris
Nota: Ací només apareixen els personatges principals i els secundaris que s'han marxat de la sèrie, no els recurrents. Per a ser secundari o secundària aqueix personatge ha d'haver-hi sigut en més d'un capítol de la sèrie.
| Actor/Actriu          | Personatge             | Temporada  |
| Actor/Actriu          | Personatge             | 1          |
| --------------------- | ---------------------- | ---------- |
| Sergi Albert          | don Emilio             | Secundari  |
| Manuel Regueiro       | Óscar Infante          | Secundari  |
| Mario Sánchez         | Enrique, guardia civil | Secundari  |
| Malcolm Treviño-Sitté | Dayo                   | Principal  |
| Mar Vidal             | Agustina               | Principal  |
| Mamadou Traoure       | Camarero del Río Club  | Secundari  |
| Oriol Rafael          | Doctor Guzmán          | Secundari  |
| Imán Padellano        | Felisa                 | Secundària |

### Morts principals
| Nom de l'actor        | Personatge | Causa de la mort | Culpable de la mort                         | Capítols |
| --------------------- | ---------- | ---------------- | ------------------------------------------- | -------- |
| Malcolm Treviño-Sitté | Dayo       | Tret             | N'es desconeix, per ordre de Patricia Godoy | 1-15     |
| Mar Vidal             | Agustina   | Enverinament     | Patricia Godoy                              | 1-30     |

## Localitzacions[calcitació]
On ocorren la majoria de les trames:
- Hotel de Tirso: ell n'és l'amo i molt veïns freqüenten sovint el bar
- Río Club: on parlen els habitants de Río Muni, allà també es realitzen negociacions entre els senyors
- Fàbrica de Francisco: on comanda ell (actualment Patricia) i on treballen Kiros, Dayo, fins a la mort, Mabalé...
- Llibreria d'Inés: Allà l'ama és ella i té de treballadora a Alicia, les persones que més freqüenten són Ángel, per la seva relació secreta amb Inés, Víctor, en ser fill de l'ama i Linda, bona amiga de la propietària.

Cases dels personatges:
- Casa de Julia: aquí va viure Carmen quan acabà el seu embaràs, després d'escapar d'Àfrica, més tard, viu amb ell el seu fill, Carlos i a la seva mort acaba vivint allí Julia amb Sergio i encara que en diverses estones han estat a punt de vendre-la, acabà quedant-se-la Julia
- Casa dels Villanueva: els habitants d'aquesta casa són Francisco, la seva filla Carmen, Agustina i Patricia, aquí serveix Enoa.
- Casa dels Vélez de Guevara: hi viuen Ventura, Inés i Víctor, encara que la casa és molt freqüentada per Ángel, en ser treballador de Ventura-
- Casa d'Elena: hi viuen només ella i la seva filla, María, la visita a vegades Cloe.